# Friedrich Sommer (Dirigent)

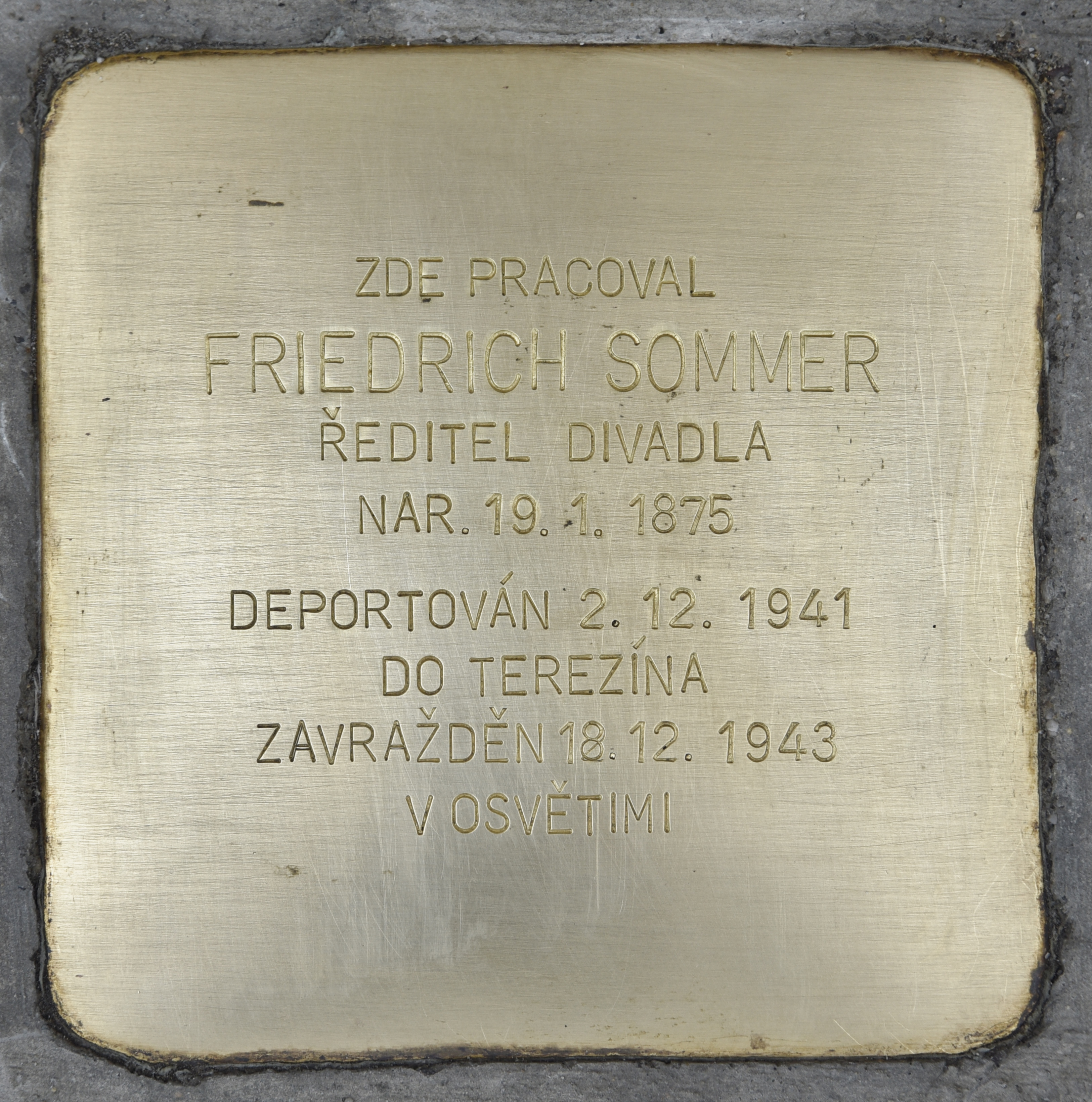
Gedenkstein („Stolperstein“) für Friedrich Sommer

Friedrich Sommer (geboren am 19. Januar 1875 in Kanitz; gestorben am 18. Dezember 1943 im KZ Auschwitz) war ein österreichisch-ungarischer und tschechoslowakischer Dirigent, Theaterdirektor und Impresario.

## Leben
Sommer stammte aus Mähren. In der Nähe von Brünn geboren, wirkte er in der Saison 1899/00 zunächst als II. Kapellmeister am Stadttheater Olmütz, in der Spielzeit 1900/01 dann dort als I. Kapellmeister für die Oper. Zu Spielzeitbeginn 1905/06 kam er im Oktober 1905 als Kapellmeister ans Stadttheater Reichenberg. Dort war er zunächst bis 1922 tätig. Ab 1906 übernahm er gemeinsam mit Karl Krug den Posten des Theaterdirektors am Stadttheater Reichenberg. Sommer gelang der Aufbau eines anspruchsvollen Opern- und Schauspielspielplans, den er insbesondere durch die beim Publikum beliebten Operettenaufführungen finanzierte. Unter seiner Intendanz wurden u. a. bereits vor dem Ersten Weltkrieg Richard Wagners kompletter Ring des Nibelungen und Tristan und Isolde aufgeführt. Außerdem verantwortete er als Dirigent Produktionen von Rienzi und Karl Goldmarks Oper Götz von Berlichingen.
Nach Krugs Tod im Jahre 1919 führte Sommer bis 1922 gemeinsam mit dessen Witwe Karoline Krug das Stadttheater Reichenberg. Im November 1920 gründete er eine eigene Musik- und Theateragentur, worüber er Konzerte, Sängergastspiele und Vorträge vermittelte. Von 1923 bis 1925, und später noch einmal von 1929 bis 1934, war er erneut Intendant und Theaterdirektor in Reichenberg. Unter seiner Intendanz gastierte in der Spielzeit 1930/31 die japanische Sopranistin Hatsue Yuasa als Madame Butterfly.
Nach dem Münchner Abkommen meldete er sich im Dezember 1938 von Reichenberg ab und flüchtete nach Brünn. Im Dezember 1941 wurde er von dort in das KZ Theresienstadt deportiert. Im Dezember 1943 wurde er dann in das KZ Auschwitz verbracht, wo er, wahrscheinlich sofort nach seiner Ankunft, ermordet wurde.
Im August 2016 wurde für Sommer vor dem Stadttheater Reichenberg ein Gedenkstein verlegt.